# Akinese
Akinese, auch Akinesie (altgr. κίνησις kínēsis „Bewegung“ mit Alpha privativum) bezeichnet eine hochgradige Bewegungsarmut bis Bewegungslosigkeit.

## Neurologie
In der Neurologie ist sie eines der Hauptsymptome der Parkinson-Krankheit. Ebenso kann eine Akinese als extrapyramidale Nebenwirkung von Arzneimitteln aus der Gruppe der Neuroleptika beobachtet werden. In Verbindung mit Abulie kann das akinetisch-abulische Syndrom entstehen.
Bisweilen kann es bei akinetischen Patienten zum Auftreten von spontanen, normalen Bewegungsabläufen kommen. Dieses Phänomen wird als Kinesia paradoxa bezeichnet.

## Kardiologie
In der Kardiologie wird dieser Begriff beispielsweise in der Echokardiografie verwendet: Ein Teil der Herzwand ist akinetisch, wenn es zum Beispiel nach einem Herzinfarkt vernarbt oder betäubt ist; auch bei einer hochgradigen Stenose bei Koronarer Herzerkrankung kann ein Teil des Herzens aufhören sich zu bewegen, was dann Hibernation genannt wird.